# Muziekdoosmuseum van Otaru
Het Muziekdoosmuseum van Otaru (小樽オルゴール堂) is een museum in Japan. Het is gevestigd in Hal 2 van het Orgel-do II-gebouw in Otaru op het Noord-Japanse eiland Hokkaido. Dit gebouw stamt uit het jaar 1902.
Het museum richt zich op speeldozen, een type mechanisch muziekinstrument dat in vorige eeuwen in zwang was, maar ook op cd's die een muziekdoos-achtige versie van liedjes laten horen. In 2005 ontving het museum een zeer lovende recensie van Chris Bamforth van The Japan Times.